# Charter Oak
Pour les articles homonymes, voir Charter Oak (homonymie).

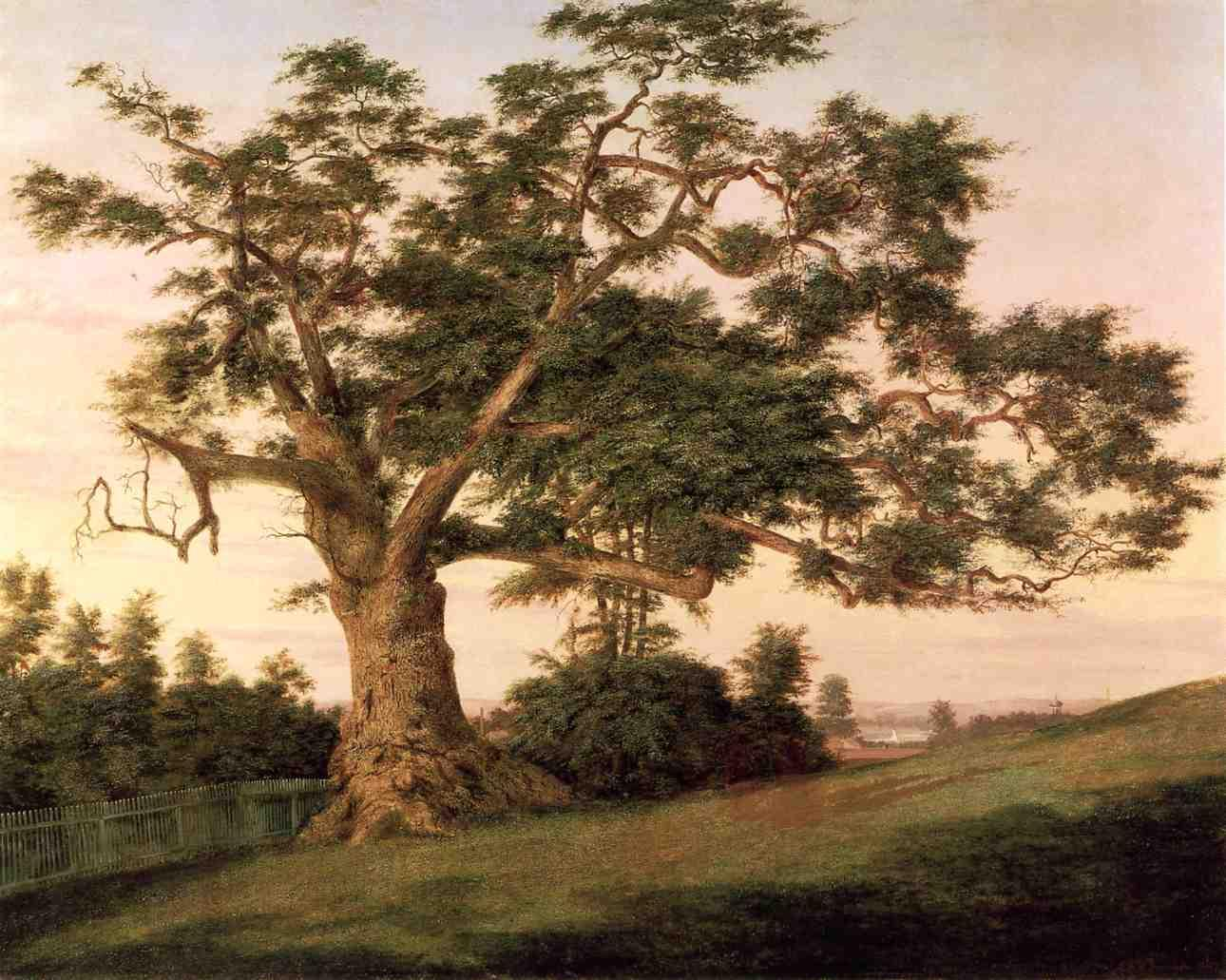
The Charter Oak de Charles De Wolf Brownell, 1857.

Le Charter Oak est un chêne blanc exceptionnellement grand qui a poussé de plus en plus, à travers le XIIe siècle ou le XIIIe siècle jusqu'à ce qu'il chute lors d'une tempête en 1856, sur ce que les colons anglais nommèrent Wyllys Hyll, à Hartford, dans le Connecticut aux États-Unis. Selon la tradition, la charte royale du Connecticut de 1662 a été cachée dans le creux de l'arbre pour empêcher sa confiscation par le gouverneur général anglais. Le chêne est devenu un symbole de l'indépendance américaine et est commémoré sur le State Quarter de l'État du Connecticut.

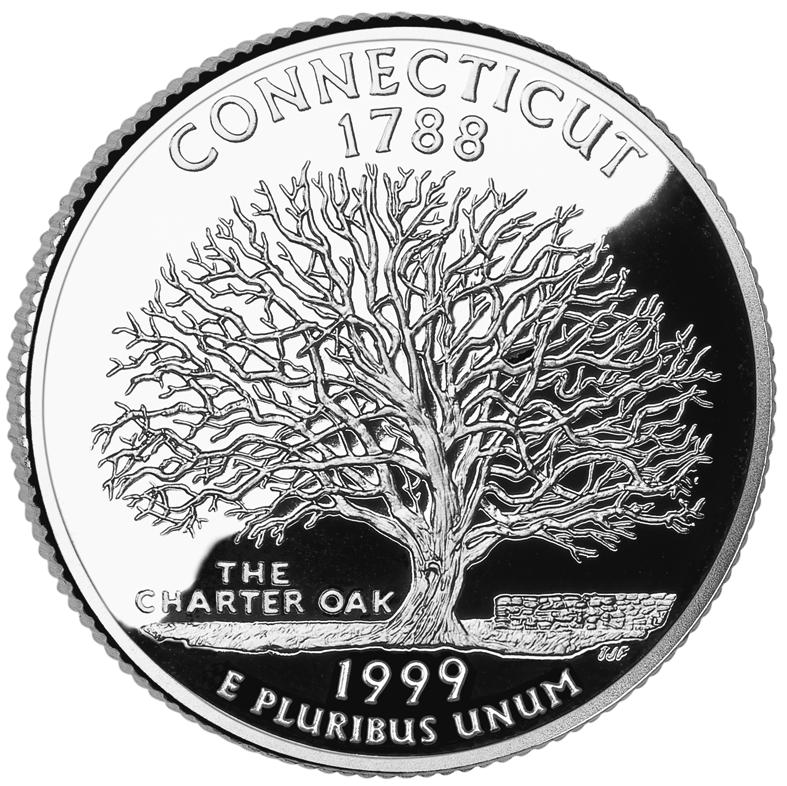
Le State Quarter du Connecticut.

### Sources
- (en) Cet article est partiellement ou en totalité issu de l’article de Wikipédia en anglais intitulé « Charter Oak » (voir la liste des auteurs).